# Drosophila camargoi
Drosophila camargoi är en tvåvingeart som beskrevs av Theodosius Grigorievich Dobzhansky och Pavan 1950. Drosophila camargoi ingår i släktet Drosophila och familjen daggflugor.
Artens utbredningsområde sträcker sig från Costa Rica till Brasilien.